# نادي الفاروق
نادي الفاروق السعودي هو أحد أندية الدرجة الثالثة بمنطقة عسير في محافظة المجاردة.